# Katy Keene
Katy Keene, es un personaje creado por Bill Woggon, ha aparecido en varias series de cómics publicada por Archie Comics desde 1945. Ella es una modelo/actriz/cantante conocida como la Reina de Pin-ups y Modas de Estados Unidos. 
Sus cómics eran interactivos en que los lectores se animaron a presentar dibujos originales de trajes y accesorios para ella y sus amigos al desgaste, así como los diseños para automóviles, casas, interiores, naves espaciales, remolques y embarcaciones. Estos diseños fueron utilizados en los cómics con el crédito dado a las comunicaciones publicadas. Muchos de los problemas presentados muñecas de papel de Katy con trajes diferentes. El personaje se clasificó 57ª en "100 mujeres más atractivas en Cómics" de los tebeos de Comprador Guía de lista.

## Historia de publicación

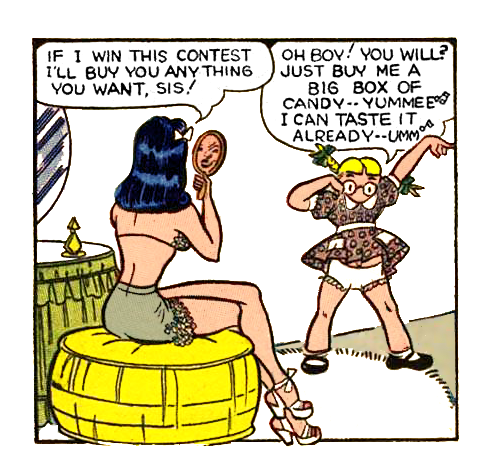
Katy Keene y Sis the Candy Kid del número 61 de Pep (Archie Comics, mayo de 1947). Aunque el cómic estaba dirigido a un público predominantemente femenino, las historias contenían una generosa cantidad de fanservice, normalmente en forma de Katy y Sis cambiándose.

Katy Keene fue introducido en Wilbur Comics #5 en el verano de 1945, y apareció en los números siguientes de Wilbur y varias series de comic de antología en la década de 1940 que incluye Archie, Jughead,Betty y Verónica y Jengibre , finalmente recibió su propio título en 1949 que se desarrolló durante 12 años. Especialidades como Katy Keene Desfile Pin-Up y Katy Keene Fashion Magazine book, publicaciones anuales y especiales, incluyendo Katy Keene Spectacular (1956), "Glamour" (1957) y Encanto (1958), continuó durante la década de 1950, pero el personaje no fue visto por cerca de 20 años después de la década de 1960.
En el libro De Niñas a Grrrlz: Una historia de los tebeos de las mujeres desde adolescentes hasta Zines por Trina Robbins Katy Keene se llama Bettie Page de aspecto similar. "... Pero el parecido terminado ahí. Katy Keene no era tonta y ella tenía un buen trabajo (ella era una estrella de cine.)" Robbins, Trina. (1999) De Niñas a Grrrlz:. Una historia de los tebeos de las mujeres desde adolescentes hasta Zines capítulo 1 de San Francisco:. Chronicle Books.

### Reanimación en 1980
En 1979, con el permiso de Archie, Un fan de Katy Craig Leavitt publicó el "Katy Keene Fan Magazine", que duró 18 números hasta 1983 Habiendo sido un fan de toda la vida del personaje, . John S . Lucas arte fue instrumental en el renacimiento, ya que su trabajo fue presentado en la revista, junto con otros artistas y el trabajo de aficionados. Varios "Katy-Kons" (convenciones) se llevaron a cabo en Santa Bárbara (California), y, posteriormente, en conjunto con el San Diego Comic-Con celebrando con Woggon y Katy.
Archie Comics decidió revivir el personaje a sí mismos en 1983, dando el carácter de su propio título mediante el uso de arte reimpresión de Woggon , así como el nuevo arte por Don Sherwood, Vince Colletta, Hy Eisman y Dan DeCarlo.
Después de ver el arte de Lucas en el Katy Keene Fan Magazine y recibir cartas de los fanes alentándolos a hacerlo, Archie se contactó con Lucas, le pide que haga la técnica para revivir el Katy Keene Fan Club, que incluía plumas, botones de solapa, tarjetas de membresía, libretas, camisetas y sudaderas. No mucho después, Archie trajo a Lucas sobre el artista lo más regular Katy. Durante la década de 1980, los 90 y la década de 2000, Lucas continuó la tradición Katy con sus cómics, su Tarjetas de Navidad anual Katy Keene y muñecas de papel y Paper Doll libros de Hobby House Press.
A principios de 1990, Katy se fue de nuevo a la jubilación, a excepción de una aparición de 1994 en The Punisher Meets Archie.

### Re-introducción en 2005
Archie re-presentada de nuevo a Katy, ahora estudiante de la escuela secundaria y aspirante a modelo, Free Comic Book Day edición de 2005. Luego apareció en Archie & Friends Comics #101 - #110. Estas diez historias fueron luego compilados en un libro en rústica comercial, Katy Keene Model Behavior, en 2008.